# Lincolnton (Észak-Karolina)
Lincolnton város az USA Észak-Karolina államában. Lakosainak száma 11 091 fő (2020. április 1.).

## Népesség
A település népességének változása:

| 2010 | 10 486 |
| 2020 | 11 091 |